# Fjällsjön (Ny socken, Värmland)
Fjällsjön är en sjö i Arvika kommun och Eda kommun i Värmland och ingår i Göta älvs huvudavrinningsområde. Sjön är 11 meter djup, har en yta på 2,13 kvadratkilometer och är belägen 95,2 meter över havet. Sjön avvattnas av vattendraget Dalsälven.

## Delavrinningsområde
Fjällsjön ingår i det delavrinningsområde (663634-131066) som SMHI kallar för Utloppet av Fjällsjön. Medelhöjden är 134 meter över havet och ytan är 8,9 kvadratkilometer. Det finns ett avrinningsområde uppströms, och räknas det in blir den ackumulerade arean 45,13 kvadratkilometer. Dalsälven som avvattnar avrinningsområdet har biflödesordning 3, vilket innebär att vattnet flödar genom totalt 3 vattendrag innan det når havet efter 288 kilometer. Avrinningsområdet består mestadels av skog (61 procent). Avrinningsområdet har 2,12 kvadratkilometer vattenytor vilket ger det en sjöprocent på 23,8 procent.